# Hellesøy
Hellesøy est un village norvégien situé dans le comté de Vestland au nord-ouest de Bergen. Sa population est de 229 habitants (2019).